# 聖母小學
聖母小學（英語：Our Lady's Primary School）是一所由香港天主教母佑會所創辦的私立女子小學，位於九龍黃大仙沙田坳道116號，於1953年創校。現任校長為吳文健修女。其直屬中學為聖母書院。

## 校政管理
歷任校監
- 李美燕 修女[1]
- 陳美容 修女

歷任校長
- 陳梅芳 修女[1]
- 吳文健 修女

歷任副校長
- 詹鳳玲 女士

## 辦學宗旨
該校忠於天主教教育原則及母佑會辦學精神，以仁愛、理智、宗教的方式，致力發展學生全人的教育，培養青少年積極進取的精神。

## 學校設施
學校的面積為5,586平方呎，設有24間標準課室、2個禮堂、2個操場、1個寬敞的地窖、10個特別室及1個小聖堂等。此外，各課室均裝有電腦、熒幕及投影器，並設置實物投影機。

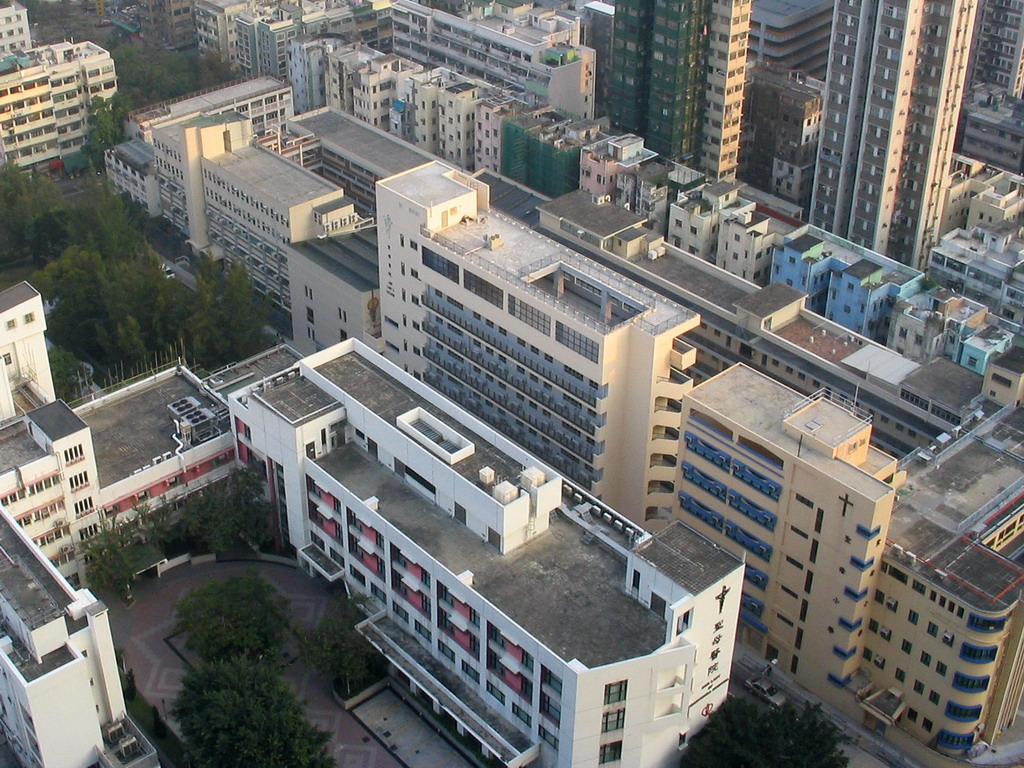
俯瞰聖母書院及聖母小學

## 出版刊物
- 創思集
- Enjoy Your Reading
- 創藝美集
- 點滴情延

## 著名/傑出校友
- 李蘢怡：前香港女藝人
- 馮凱淇：香港女歌手及愛情文學作者

## 外部連結
- 聖母書院  （页面存档备份，存于）
- 聖母小學  （页面存档备份，存于）
- 聖母幼稚園 （页面存档备份，存于）